# باشگاه فوتبال لوکوموتیو صوفیه
باشگاه فوتبال حرفه‌ای لوکوموتیو صوفیه (به بلغاری: ПФК Локомотив София) یک باشگاه فوتبال حرفه‌ای مستقر در شهر صوفیه و کشور بلغارستان می‌باشد که در لیگ حرفه‌ای آ بلغارستان بازی می‌کند.
این باشگاه توسط گروهی از کارکنان راه‌آهن تحت نام باشگاه ورزشی راه‌آهن (به انگلیسی: Railway Sports Club) یا ساده شدهٔ (RSC) و در تاریخ ۲ سپتامبر ۱۹۲۹ میلادی تأسیس شده است.
لوکوموتیو صوفیه ۴ بار به مقام قهرمانی لیگ حرفه‌ای آ بلغارستان و ۴ بار به مقام قهرمانی جام حذفی بلغارستان رسیده است.